# Sierra del Espinazo de Ambrosia
Sierra del Espinazo de Ambrosia är en bergskedja i Mexiko.   Den ligger i delstaten Nuevo León, i den centrala delen av landet, 800 km norr om huvudstaden Mexico City.